# Campeonato Africano de Atletismo de 2014 - 1500 m feminino
A prova dos 1500 metros feminino do Campeonato Africano de Atletismo de 2014 foi disputada no dia 12 de agosto de 2014 no Estádio de Marrakech  em Marrakech, no Marrocos. Participaram da prova 15 atletas. 

## Recordes
Antes desta competição, os recordes mundiais e do campeonato nesta prova eram os seguintes:
|                       | Nome              | Nacionalidade | Tempo     | Local      | Data                   |
| --------------------- | ----------------- | ------------- | --------- | ---------- | ---------------------- |
| Recorde mundial       | Qu Yunxia         | China         | 3m 50s 46 | Pequim     | 11 de setembro de 1993 |
| Recorde do campeonato | Rabab Arafi       | Marrocos      | 4m 05s 80 | Porto Novo | 29 de junho de 2012    |
| Recorde africano      | Hassiba Boulmerka | Argélia       | 3m 55s 30 | Barcelona  | 8 de agosto de 1992    |

## Medalhistas
| Ouro               | Prata              | Bronze             |
| Hellen Obiri (KEN) | Dawit Seyaum (ETH) | Rababe Arafi (MAR) |

## Cronograma
Todos os horários são locais (UTC+1).
| Data         | Hora  | Evento |
| ------------ | ----- | ------ |
| 12 de agosto | 20:25 | Final  |

## Resultado final
| Posição           | Atleta                     | Nacionalidade      | Tempo   | Notas |
| ----------------- | -------------------------- | ------------------ | ------- | ----- |
| Medalha de ouro   | Hellen Obiri               | Quênia             | 4:09.53 |       |
| Medalha de prata  | Dawit Seyaum               | Etiópia            | 4:10.92 |       |
| Medalha de bronze | Rababe Arafi               | Marrocos           | 4:12.08 |       |
| 4                 | Axumawit Embaye            | Etiópia            | 4:13.27 |       |
| 5                 | Faith Chepngetich Kipyegon | Quênia             | 4:13.46 |       |
| 6                 | Habiba Ghribi              | Tunísia            | 4:14.51 |       |
| 7                 | Besu Sado                  | Etiópia            | 4:17.51 |       |
| 8                 | Selah Jepleting Busienei   | Quênia             | 4:19.24 |       |
| 9                 | Sanae Elothmani            | Marrocos           | 4:21.61 |       |
| 10                | Merhawit Ghide             | Eritreia           | 4:30.03 |       |
| 11                | Felismina Cavela           | Angola             | 4:41.10 |       |
| 12                | Bafoundissa Missamou       | República do Congo | 4:57.50 |       |
| 13                | Liliane Nguetsa            | Camarões           | DNF     |       |
| 13                | Seltana Aït Hammou         | Marrocos           | DNF     |       |
| 14                | Oumou Diarra               | Mali               | DNS     |       |

Legenda
| Recorde mundial       | Recorde mundial (World record)               |                       | Recorde africano                      | Recorde africano (African) |                                           | Q | Classificado por posição (Qualified) |
| Recorde do campeonato | Recorde do campeonato (Championship record)  | Recorde da América    | Recorde da América (Americas)         | q                          | Classificado por melhor tempo (Qualified) |   |                                      |
| Melhor marca do ano   | Melhor marca do ano (World leading)          | Recorde asiático      | Recorde asiático (Asian)              | DNS                        | Não largou (Did not start)                |   |                                      |
| Recorde nacional      | Recorde nacional (National record)           | Recorde europeu       | Recorde europeu (European)            | DNF                        | Não terminou (Did not finish)             |   |                                      |
| Recorde pessoal       | Recorde pessoal do atleta (Personal best)    | Recorde da Oceania    | Recorde da Oceania (Oceania)          | DSQ / DQ                   | Desclassificado (Disqualified)            |   |                                      |
| Recorde da temporada  | Recorde da temporada do atleta (Season best) | Recorde sul-americano | Recorde sul-americano (South America) | NM                         | Sem marca (No mark)                       |   |                                      |